# Diwak
Diwak is een bestuurslaag in het regentschap Semarang van de provincie Midden-Java, Indonesië. Diwak telt 994 inwoners (volkstelling 2010).